# Pelmatosphaera polycirri
Pelmatosphaera polycirri är en djurart som tillhör fylumet stavsimmare, och som beskrevs av Maurice Caullery och Mesnil 1904. Pelmatosphaera polycirri är ensam i släktet Pelmatosphaera och i familjen Pelmatosphaeridae. Inga underarter finns listade i Catalogue of Life.
Arten lever som parasit i ringmasken Polycirrus haematodes.